# Phyllachora
Phyllachora is een geslacht van schimmels behorend tot de familie Phaeosphaeriaceae. De typesoort is Phyllachora graminis. Leden van het geslacht zijn wijd verspreid over de hele wereld en komen voor in alle klimaatzones. Microscopische schimmels, plantenparasieten. Ze leven op de bladeren van vele soorten planten uit de families Poaceae, Fabaceae, Asclepiadaceae en Erythroxylaceae. Phyllachora graminis veroorzaakt op talrijke grassoorten een ziekte die zwarte bladvlekken wordt genoemd.

## Soorten
Volgens Index Fungorum telt het geslacht 866 soorten (peildatum maart 2024):
| Soortnaam                                             | Auteur(s)                                              | Publicatiejaar |
| ----------------------------------------------------- | ------------------------------------------------------ | -------------- |
| Phyllachora aberiae                                   | Henn.                                                  | 1908           |
| Phyllachora abortiva                                  | (Desm.) Fuckel                                         | 1870           |
| Phyllachora abri                                      | (Subhedar & V.G. Rao) P.F. Cannon                      | 1991           |
| Phyllachora abutilonis                                | Garcés                                                 | 1944           |
| Phyllachora abyssinica                                | Henn.                                                  | 1893           |
| Phyllachora acaciae                                   | Henn.                                                  | 1894           |
| Phyllachora acaenae                                   | Henn.                                                  | 1900           |
| Phyllachora accedens                                  | Theiss. & Syd.                                         | 1915           |
| Phyllachora acervulata                                | (Schwein. ex Fr.) Sacc.                                | 1883           |
| Phyllachora actinodaphnes                             | Uppal, Patel & V.P. Bhide                              | 1950           |
| Phyllachora acutispora                                | Speg.                                                  | 1891           |
| Phyllachora adolphiae                                 | Ellis & Kellerm.                                       | 1904           |
| Phyllachora advena                                    | Syd.                                                   | 1925           |
| Phyllachora aegiphilae                                | F. Stevens                                             | 1924           |
| Phyllachora aegopodii                                 | Fuckel                                                 | 1870           |
| Phyllachora afra                                      | Syd.                                                   | 1939           |
| Phyllachora africana                                  | Parbery                                                | 1971           |
| Phyllachora afzeliae                                  | Syd. & P. Syd.                                         | 1913           |
| Phyllachora agharkarii                                | Tilak                                                  | 1959           |
| Phyllachora ajrekarii                                 | Syd. & P. Syd.                                         | 1912           |
| Phyllachora alamoi                                    | Chardón                                                | 1934           |
| Phyllachora aliena                                    | Syd. & P. Syd.                                         | 1912           |
| Phyllachora alnicola                                  | Rostr.                                                 | 1880           |
| Phyllachora aloetica                                  | (Berk. & M.A. Curtis) Sacc.                            | 1883           |
| Phyllachora alpiniae                                  | Sacc. & Berl.                                          | 1885           |
| Phyllachora alyxiae                                   | Pat.                                                   | 1896           |
| Phyllachora amaniensis                                | Henn.                                                  | 1905           |
| Phyllachora amazonensis                               | (Bat. & J.L. Bezerra) P.F. Cannon                      | 1991           |
| Phyllachora ambigua                                   | (Syd. & P. Syd.) Syd.                                  | 1915           |
| Phyllachora americana                                 | Parbery                                                | 1967           |
| Phyllachora amica                                     | Syd.                                                   | 1938           |
| Phyllachora amphibola                                 | Syd.                                                   | 1926           |
| Phyllachora amphidyma                                 | Penz. & Sacc.                                          | 1898           |
| Phyllachora amphigena                                 | Speg.                                                  | 1885           |
| Phyllachora amplexicaulis                             | C.A. Pearce, Reddell & K.D. Hyde                       | 2001           |
| Phyllachora amyridicola                               | Seaver                                                 | 1928           |
| Phyllachora amyridis                                  | Seaver                                                 | 1928           |
| Phyllachora anacardiarum                              | Chardón                                                | 1934           |
| Phyllachora anceps                                    | Sacc.                                                  | 1890           |
| Phyllachora andamanica                                | Sreekumar & Hosag.                                     | 1991           |
| Phyllachora andicola                                  | (Speg.) Viégas                                         | 1947           |
| Phyllachora andropogonis                              | P. Karst. & Har.                                       | 1890           |
| Phyllachora angelicae                                 | (Fr.) Fuckel                                           | 1870           |
| Phyllachora angustispora                              | Speg.                                                  | 1918           |
| Phyllachora annonaceae                                | Rehm                                                   | 1897           |
| Phyllachora annonicola                                | Chardón                                                | 1940           |
| Phyllachora annulata                                  | Cooke ex Sacc.                                         | 1883           |
| Phyllachora annuliformis                              | Speg.                                                  | 1889           |
| Phyllachora anomala                                   | (Berk. & M.A. Curtis) Sacc.                            | 1883           |
| Phyllachora antarctica                                | Speg.                                                  | 1924           |
| Phyllachora anthephorae                               | Syd. & P. Syd.                                         | 1915           |
| Phyllachora anthistiriae                              | Racib.                                                 | 1915           |
| Phyllachora apiahyna                                  | Speg.                                                  | 1889           |
| Phyllachora apoensis                                  | Syd. & P. Syd.                                         | 1911           |
| Phyllachora applanata                                 | G. Winter                                              | 1887           |
| Phyllachora araliae                                   | (Pat.) Petr.                                           | 1927           |
| Phyllachora araliarum                                 | Petr.                                                  | 1968           |
| Phyllachora aravalliensis                             | Dakshini, Tandon & Mukerji                             | 1970           |
| Phyllachora ardisiae                                  | Henn.                                                  | 1908           |
| Phyllachora arechavaletae                             | Speg.                                                  | 1889           |
| Phyllachora aristidae                                 | (Schwein.) Sacc.                                       | 1883           |
| Phyllachora arthraxonis                               | Henn.                                                  | 1904           |
| Phyllachora arthraxonis-hispidi                       | Sawada                                                 | 1943           |
| Phyllachora asclepiadis                               | (Schwein.) Sacc.                                       | 1883           |
| Phyllachora aspidea                                   | (Berk.) Sacc.                                          | 1883           |
| Phyllachora aspideoides                               | Sacc. & Berl.                                          | 1885           |
| Phyllachora asterigena                                | Ellis & Everh.                                         | 1894           |
| Phyllachora asteromorpha                              | (Schwein.) Sacc.                                       | 1883           |
| Phyllachora astronii                                  | Speg.                                                  | 1885           |
| Phyllachora ateleiae                                  | Seaver                                                 | 1920           |
| Phyllachora atrofigurans                              | Rehm                                                   | 1913           |
| Phyllachora atroinquinans                             | G. Winter                                              | 1887           |
| Phyllachora atromaculans                              | Syd. & P. Syd.                                         | 1913           |
| Phyllachora bakeriana                                 | Henn.                                                  | 1908           |
| Phyllachora balakrishnanii                            | Hosag., Manian & Vasuki                                | 1989           |
| Phyllachora baldensis                                 | Petr.                                                  | 1929           |
| Phyllachora bambusae                                  | (Sacc.) Cooke                                          | 1885           |
| Phyllachora bambusina                                 | Speg.                                                  | 1885           |
| Phyllachora banahaensis                               | Petr.                                                  | 1929           |
| Phyllachora banisteriae                               | F. Stevens & Dalbey                                    | 1919           |
| Phyllachora banksiae                                  | (H.J. Swart) C.A. Pearce & K.D. Hyde                   | 2001           |
| Phyllachora baphispora                                | Syd.                                                   | 1926           |
| Phyllachora barnadesiae                               | Syd.                                                   | 1939           |
| Phyllachora barringtoniae                             | (Berk. & Broome) Sacc.                                 | 1883           |
| Phyllachora barringtoniicola                          | K.D. Hyde & C.A. Pearce                                | 1993           |
| Phyllachora bauhiniae                                 | (G. Winter) Theiss. & Syd.                             | 1915           |
| Phyllachora baumii                                    | Henn.                                                  | 1903           |
| Phyllachora beaumontii                                | Berk. & M.A. Curtis ex Cooke                           | 1885           |
| Phyllachora begoniae                                  | Pat.                                                   | 1895           |
| Phyllachora bella                                     | Syd.                                                   | 1937           |
| Phyllachora betulae-nanae                             | (Wahlenb.) Sacc.                                       | 1883           |
| Phyllachora biareolata                                | Speg.                                                  | 1888           |
| Phyllachora biguttulata                               | Theiss.                                                | 1910           |
| Phyllachora bischofiae                                | Syd. & P. Syd.                                         | 1911           |
| Phyllachora blanquillo                                | Speg.                                                  | 1909           |
| Phyllachora blepharoneuri                             | Fairm.                                                 | 1918           |
| Phyllachora bogotensis                                | Petr.                                                  | 1947           |
| Phyllachora bontocensis                               | Syd.                                                   | 1923           |
| Phyllachora bourreriae                                | F. Stevens & Dalbey                                    | 1919           |
| Phyllachora brachyspora                               | Speg.                                                  | 1918           |
| Phyllachora brachystegiae                             | Doidge                                                 | 1924           |
| Phyllachora brachystemonis                            | (Schwein.) Sacc.                                       | 1883           |
| Phyllachora brasiliensis                              | Speg.                                                  | 1881           |
| Phyllachora brenesii                                  | Syd.                                                   | 1929           |
| Phyllachora brittoniana                               | (Chardón) Seaver                                       | 1928           |
| Phyllachora bromi                                     | Fuckel                                                 | 1870           |
| Phyllachora brosimi                                   | Bat. & J.L. Bezerra                                    | 1964           |
| Phyllachora buchenaviae                               | Petr. & Cif.                                           | 1932           |
| Phyllachora buddlejae                                 | G. Arnaud                                              | 1934           |
| Phyllachora bulbosa                                   | Parbery                                                | 1967           |
| Phyllachora bullulata                                 | (Berk.) Cooke                                          | 1885           |
| Phyllachora burgessiae                                | Doidge                                                 | 1942           |
| Phyllachora butleri                                   | (Theiss. & Syd.) Petr.                                 | 1929           |
| Phyllachora byttneriae                                | F. Stevens                                             | 1931           |
| Phyllachora caesalpiniae                              | (Pat.) Arx & E. Müll.                                  | 1954           |
| Phyllachora caffra                                    | (Syd. & P. Syd.) Theiss. & Syd.                        | 1915           |
| Phyllachora calamagrostidis                           | Sawada                                                 | 1952           |
| Phyllachora calami                                    | K.D. Hyde & P.F. Cannon                                | 1999           |
| Phyllachora callistemonis                             | Rodway                                                 | 1918           |
| Phyllachora calycophylli                              | Speg.                                                  | 1922           |
| Phyllachora canavaliae                                | Syd.                                                   | 1928           |
| Phyllachora cannabis                                  | Henn.                                                  | 1908           |
| Phyllachora cantonensis                               | Syd. & P. Syd.                                         | 1920           |
| Phyllachora capensis                                  | (Doidge) Doidge                                        | 1942           |
| Phyllachora capparis                                  | J.A. Stev.                                             | 1975           |
| Phyllachora caricis-jaluensis                         | H.J. Lu & T. Zhang                                     | 2009           |
| Phyllachora carnea                                    | Petr.                                                  | 1928           |
| Phyllachora carpodini                                 | S. Hughes                                              | 1953           |
| Phyllachora caseariae                                 | Henn.                                                  | 1904           |
| Phyllachora casimiroae                                | F. Stevens & C.J. King                                 | 1927           |
| Phyllachora cassiae                                   | Henn.                                                  | 1895           |
| Phyllachora castaneae                                 | (Schwein.) Sacc.                                       | 1883           |
| Phyllachora catervaria                                | (Berk.) Sacc.                                          | 1883           |
| Phyllachora catesbyana                                | Chardón                                                | 1932           |
| Phyllachora cayennensis                               | (DC.) Cooke                                            | 1885           |
| Phyllachora cecropiae                                 | (Rehm) Arx & E. Müll.                                  | 1954           |
| Phyllachora celastri                                  | R.K. Verma & Kamal                                     | 1990           |
| Phyllachora centothecae                               | Syd. & P. Syd.                                         | 1915           |
| Phyllachora cepae                                     | (Schwein.) Sacc.                                       | 1883           |
| Phyllachora chalybaea                                 | (Schwein.) Sacc.                                       | 1883           |
| Phyllachora chenopodii                                | (Schwein.) Sacc.                                       | 1883           |
| Phyllachora chimonobambusae                           | I. Hino & Katum.                                       | 1955           |
| Phyllachora chloridis                                 | Dayar., R.G. Shivas & K.D. Hyde                        | 2017           |
| Phyllachora chrysopogonicola                          | Tamakaew, Cheew. & K.D. Hyde                           | 2017           |
| Phyllachora chusqueae                                 | Henn. & Lindau                                         | 1897           |
| Phyllachora chusqueana                                | Garcés                                                 | 1941           |
| Phyllachora cibotii                                   | Hodges                                                 | 1981           |
| Phyllachora ciferrii                                  | Chardón                                                | 1932           |
| Phyllachora cinerascens                               | (Schwein.) Sacc.                                       | 1883           |
| Phyllachora cinerea                                   | Ellis & Everh.                                         | 1904           |
| Phyllachora cinnae                                    | Tehon & E.Y. Daniels                                   | 1927           |
| Phyllachora cinnamomi                                 | Hansf.                                                 | 1958           |
| Phyllachora circinans                                 | (Pat.) Petr.                                           | 1927           |
| Phyllachora citharexyli                               | (Rehm) Höhn.                                           | 1907           |
| Phyllachora cladii-glomerati                          | Hansf.                                                 | 1958           |
| Phyllachora clavata                                   | Garcés                                                 | 1944           |
| Phyllachora clibadii                                  | Petr.                                                  | 1950           |
| Phyllachora clusiae                                   | Petr.                                                  | 1948           |
| Phyllachora clypeata                                  | (Theiss.) Theiss.                                      | 1915           |
| Phyllachora coccolobae                                | Speg.                                                  | 1909           |
| Phyllachora coicis                                    | Henn.                                                  | 1895           |
| Phyllachora columbiensis                              | (Chardón) P.F. Cannon                                  | 1989           |
| Phyllachora compositae                                | (Rick) Bat. & A.F. Vital                               | 1957           |
| Phyllachora concentrica                               | Rossman                                                | 1986           |
| Phyllachora concinna                                  | Syd.                                                   | 1938           |
| Phyllachora condigna                                  | Petr.                                                  | 1950           |
| Phyllachora conferta                                  | (Schwein.) Sacc.                                       | 1883           |
| Phyllachora congregata                                | Theiss. & Syd.                                         | 1915           |
| Phyllachora conica                                    | (Chardón) Petr.                                        | 1931           |
| Phyllachora connari                                   | Syd. & P. Syd.                                         | 1914           |
| Phyllachora connarina                                 | Racib.                                                 | 1915           |
| Phyllachora consociata                                | Chardón                                                | 1932           |
| Phyllachora conspicua                                 | Ferd. & Winge                                          | 1908           |
| Phyllachora conspurcata                               | (Berk.) Sacc.                                          | 1883           |
| Phyllachora contigua                                  | Syd.                                                   | 1939           |
| Phyllachora coorgiana                                 | Seshadri                                               | 1966           |
| Phyllachora copaiferae                                | Speg.                                                  | 1885           |
| Phyllachora copeyensis                                | Henn.                                                  | 1902           |
| Phyllachora corallina                                 | Höhn.                                                  | 1909           |
| Phyllachora costaericae                               | Trotter                                                | 1926           |
| Phyllachora costaricensis                             | E. Bommer & M. Rousseau                                | 1896           |
| Phyllachora coutoubeae                                | (Henn.) Arx                                            | 1958           |
| Phyllachora crotonicola                               | Pat.                                                   | 1893           |
| Phyllachora crotonis                                  | (Cooke) Sacc.                                          | 1883           |
| Phyllachora crustacea                                 | (Schwein.) Sacc.                                       | 1883           |
| Phyllachora cucurbitacearum                           | Chardón                                                | 1934           |
| Phyllachora culmicola                                 | (Schwein.) Sacc.                                       | 1883           |
| Phyllachora curvulispora                              | Henn.                                                  | 1908           |
| Phyllachora cymbispora                                | T.S. Ramakr. & K. Ramakr.                              | 1947           |
| Phyllachora cynodonticola                             | Dayar., Goonas. & K.D. Hyde                            | 2017           |
| Phyllachora cynodontis                                | Niessl                                                 | 1876           |
| Phyllachora cyperi                                    | Rehm                                                   | 1879           |
| Phyllachora cyperina                                  | Henn.                                                  | 1907           |
| Phyllachora dactylidis (Breedsporig graszwartkorstje) | Delacr.                                                | 1892           |
| Phyllachora dalibardae                                | (Peck) Sacc.                                           | 1883           |
| Phyllachora dallasensis                               | Petr.                                                  | 1954           |
| Phyllachora danthoniae                                | (Chardón) Cif.                                         | 1961           |
| Phyllachora davillae                                  | F. Stevens                                             | 1930           |
| Phyllachora dawei                                     | Massee                                                 | 1908           |
| Phyllachora decaisneana                               | (Lév.) Sacc.                                           | 1883           |
| Phyllachora delicatula                                | (Schwein.) Sacc.                                       | 1883           |
| Phyllachora demersa                                   | (Corda) Sacc.                                          | 1883           |
| Phyllachora deminuta                                  | Syd.                                                   | 1930           |
| Phyllachora dendritica                                | Cooke                                                  | 1885           |
| Phyllachora dendrocalami-hamiltonii                   | X.L. Li                                                | 2019           |
| Phyllachora dendrocalami-membranacei                  | X.L. Li                                                | 2019           |
| Phyllachora denigrans                                 | (Schwein.) Sacc.                                       | 1883           |
| Phyllachora derridicola                               | Petr.                                                  | 1947           |
| Phyllachora detecta                                   | Petr.                                                  | 1948           |
| Phyllachora deusta                                    | (Fr.) Sacc.                                            | 1883           |
| Phyllachora deviata                                   | Syd.                                                   | 1925           |
| Phyllachora devriesii                                 | Koord.                                                 | 1907           |
| Phyllachora didyma                                    | Niessl                                                 | 1876           |
| Phyllachora diehlii                                   | P.F. Cannon                                            | 1991           |
| Phyllachora digitariicola                             | Doidge                                                 | 1942           |
| Phyllachora dimeriae                                  | Theiss. & Syd.                                         | 1915           |
| Phyllachora dimorphocalycicola                        | A. Pande & V.G. Rao                                    | 1995           |
| Phyllachora diocleicola                               | Chardón                                                | 1940           |
| Phyllachora dioscoreae                                | (Schwein.) Sacc.                                       | 1883           |
| Phyllachora diospyri                                  | Ullasa                                                 | 1969           |
| Phyllachora dischidiae                                | Syd. & P. Syd.                                         | 1913           |
| Phyllachora dispar                                    | (Syd. & P. Syd.) A. Pande                              | 2008           |
| Phyllachora dispersa                                  | (Schwein.) Sacc.                                       | 1883           |
| Phyllachora disseminata                               | Syd. & P. Syd.                                         | 1916           |
| Phyllachora distinguenda                              | Rehm                                                   | 1897           |
| Phyllachora dolgei                                    | Chardón                                                | 1934           |
| Phyllachora dolichogena                               | (Berk. & Broome) Sacc.                                 | 1883           |
| Phyllachora dolichospora                              | Syd. & P. Syd.                                         | 1911           |
| Phyllachora dombeyae                                  | (Syd. & P. Syd.) Syd.                                  | 1915           |
| Phyllachora domingensis                               | Chardón                                                | 1927           |
| Phyllachora dominicana                                | Petr. & Cif.                                           | 1930           |
| Phyllachora dothideoides                              | (Speg.) Petr. & Syd.                                   | 1934           |
| Phyllachora drypeticola                               | F. Stevens & Dalbey                                    | 1919           |
| Phyllachora dubia                                     | Petr. & Cif.                                           | 1930           |
| Phyllachora duplex                                    | Rehm                                                   | 1909           |
| Phyllachora durantae                                  | Rehm                                                   | 1892           |
| Phyllachora effigurata                                | Syd. & P. Syd.                                         | 1903           |
| Phyllachora effusa                                    | (Schwein.) Sacc.                                       | 1883           |
| Phyllachora egenula                                   | Syd.                                                   | 1938           |
| Phyllachora ehrenbergii                               | Reichert                                               | 1921           |
| Phyllachora ehretiae                                  | Hosag. & N.C. Nair                                     | 1986           |
| Phyllachora ehrhartae                                 | Marasas                                                | 1966           |
| Phyllachora ekmaniana                                 | Petr. & Cif.                                           | 1930           |
| Phyllachora elaeocarpi                                | (T.S. Ramakr. & K. Ramakr.) Kamat, Seshadri & A. Pande | 1976           |
| Phyllachora elegans                                   | (Schwein.) Sacc.                                       | 1883           |
| Phyllachora elettariae                                | (Berk. & Broome) Cooke                                 | 1885           |
| Phyllachora eleusines                                 | Speg.                                                  | 1902           |
| Phyllachora elionuri                                  | Doidge                                                 | 1942           |
| Phyllachora elliptica                                 | (Schwein.) Sacc.                                       | 1883           |
| Phyllachora elmeri                                    | Syd. & P. Syd.                                         | 1911           |
| Phyllachora emarginata                                | Petr.                                                  | 1948           |
| Phyllachora embeliae                                  | Höhn.                                                  | 1920           |
| Phyllachora endiandrae                                | C.A. Pearce & K.D. Hyde                                | 2006           |
| Phyllachora engelhardiae                              | Racib.                                                 | 1915           |
| Phyllachora epicladii                                 | (Cooke & Massee) Arx                                   | 1957           |
| Phyllachora episphaeria                               | (Peck) Sacc.                                           | 1883           |
| Phyllachora eriochloae                                | Speg.                                                  | 1909           |
| Phyllachora ermidensis                                | M.D.M. Santos, R.B. Medeiros & Dianese                 | 2016           |
| Phyllachora erythroxylina                             | Petr.                                                  | 1929           |
| Phyllachora escalloniae                               | Pat.                                                   | 1891           |
| Phyllachora espeletiae                                | Syd. & P. Syd.                                         | 1914           |
| Phyllachora eugeniae                                  | Thüm. ex Cooke                                         | 1885           |
| Phyllachora eupatorii                                 | (Berk. & M.A. Curtis) Sacc.                            | 1883           |
| Phyllachora euphorbiaceae                             | Rehm                                                   | 1897           |
| Phyllachora euryae                                    | (Racib.) Arx & E. Müll.                                | 1954           |
| Phyllachora evernia                                   | Syd.                                                   | 1931           |
| Phyllachora exanthematica                             | Lév. ex Cooke                                          | 1885           |
| Phyllachora exasperans                                | (Schwein.) Sacc.                                       | 1883           |
| Phyllachora eximia                                    | Syd. & P. Syd.                                         | 1904           |
| Phyllachora exostemae                                 | Chardón                                                | 1946           |
| Phyllachora explanata                                 | (Lév.) Sacc.                                           | 1883           |
| Phyllachora fallax                                    | Sacc.                                                  | 1876           |
| Phyllachora fatiscens                                 | (Schwein. ex Berk. & M.A. Curtis) Sacc.                | 1883           |
| Phyllachora feijoae                                   | Rehm                                                   | 1897           |
| Phyllachora fici-albae                                | Koord.                                                 | 1907           |
| Phyllachora fici-asperrimae                           | Anahosur                                               | 1969           |
| Phyllachora ficicola                                  | Allesch. & Henn.                                       | 1897           |
| Phyllachora fici-dekdekenae                           | (Bacc.) E. Castell. & Cif.                             | 1937           |
| Phyllachora fici-fulvae                               | Koord.                                                 | 1907           |
| Phyllachora fici-gibbosae                             | Ullasa                                                 | 1969           |
| Phyllachora fici-heterophyllae                        | Petr.                                                  | 1929           |
| Phyllachora fici-hispidae                             | Seshadri                                               | 1968           |
| Phyllachora fici-hochstetteri                         | (Bacc.) E. Castell. & Cif.                             | 1937           |
| Phyllachora fici-minahassae                           | Henn.                                                  | 1908           |
| Phyllachora fici-obscurae                             | Koord.                                                 | 1907           |
| Phyllachora fici-orbispora                            | C.A. Pearce & K.D. Hyde                                | 2006           |
| Phyllachora fici-variolosae                           | Petr.                                                  | 1947           |
| Phyllachora fici-wightianae                           | Sawada                                                 | 1917           |
| Phyllachora ficuum                                    | Niessl                                                 | 1881           |
| Phyllachora filicina                                  | Sacc. & Scalia                                         | 1904           |
| Phyllachora filicum                                   | (Schwein.) Sacc.                                       | 1883           |
| Phyllachora fimbristylidicola                         | Speg.                                                  | 1909           |
| Phyllachora fimbristylidis                            | (Berk. & Broome) Sacc.                                 | 1891           |
| Phyllachora flabella                                  | (Schwein.) Thüm.                                       | 1875           |
| Phyllachora flavocincta                               | Rehm                                                   | 1897           |
| Phyllachora flemingiae                                | T.S. Ramakr. & Sundaram                                | 1955           |
| Phyllachora fluminensis                               | (Theiss.) Theiss.                                      | 1915           |
| Phyllachora forsteroniae                              | (Rehm) Petr.                                           | 1934           |
| Phyllachora fraseriana                                | Syd.                                                   | 1938           |
| Phyllachora freycinetiae                              | F. Stevens                                             | 1925           |
| Phyllachora frigoris                                  | (Schwein.) Sacc.                                       | 1883           |
| Phyllachora fructicola                                | Henn.                                                  | 1897           |
| Phyllachora fructigena                                | (Schwein.) Sacc.                                       | 1883           |
| Phyllachora furnasensis                               | M.D.M. Santos, R.B. Medeiros & Dianese                 | 2016           |
| Phyllachora fuscescens                                | (Speg.) Sacc.                                          | 1883           |
| Phyllachora fusicarpa                                 | Seaver                                                 | 1920           |
| Phyllachora fusispora                                 | Chardón                                                | 1940           |
| Phyllachora gaylussaciae                              | Henn.                                                  | 1902           |
| Phyllachora genipae                                   | F. Stevens & Dalbey                                    | 1919           |
| Phyllachora gentianae                                 | (Schwein.) Sacc.                                       | 1883           |
| Phyllachora gentilis                                  | Speg.                                                  | 1891           |
| Phyllachora glaziovii                                 | Henn.                                                  | 1892           |
| Phyllachora globispora                                | Speg.                                                  | 1909           |
| Phyllachora glochidii                                 | Syd. & P. Syd.                                         | 1911           |
| Phyllachora glochidiicola                             | Seshadri                                               | 1966           |
| Phyllachora gloriana                                  | C.A. Pearce, Reddell & K.D. Hyde                       | 1999           |
| Phyllachora glycinicola                               | P.F. Cannon                                            | 1991           |
| Phyllachora glycosmidis                               | Petch                                                  | 1917           |
| Phyllachora goeppertiae                               | Theiss.                                                | 1908           |
| Phyllachora gomphandrae                               | Hosag.                                                 | 1995           |
| Phyllachora gondarensis                               | Ciccar.                                                | 1951           |
| Phyllachora gorakhpurensis                            | Y.N. Srivast. & Bhargava                               | 1975           |
| Phyllachora gordoniae                                 | Hosag.                                                 | 1986           |
| Phyllachora gouaniae                                  | Gonz. Frag. & Cif.                                     | 1926           |
| Phyllachora goyazensis                                | Henn.                                                  | 1895           |
| Phyllachora gracillima                                | Speg.                                                  | 1889           |
| Phyllachora graminis (Graszwartkorstje)               | (Pers.) Fuckel                                         | 1870           |
| Phyllachora grammica                                  | Henn.                                                  | 1907           |
| Phyllachora granulosa                                 | Sacc.                                                  | 1883           |
| Phyllachora gratissimae                               | Rehm                                                   | 1892           |
| Phyllachora greciana                                  | Syd.                                                   | 1926           |
| Phyllachora grevilleae                                | (Lév.) Sacc.                                           | 1883           |
| Phyllachora grewiae                                   | (Kalchbr.) Theiss. & Syd.                              | 1915           |
| Phyllachora guaduae                                   | Chardón                                                | 1932           |
| Phyllachora guanacastica                              | P.F. Cannon                                            | 1991           |
| Phyllachora guatteriae                                | Berk. ex Cooke                                         | 1885           |
| Phyllachora guavira                                   | Speg.                                                  | 1888           |
| Phyllachora guazumae                                  | Henn.                                                  | 1908           |
| Phyllachora gudalurensis                              | T.S. Ramakr. & K. Ramakr.                              | 1950           |
| Phyllachora gymnemae                                  | Hosag. & Jac. Thomas                                   | 2010           |
| Phyllachora gyneriicola                               | Garcés                                                 | 1944           |
| Phyllachora gynoxidis                                 | (Pat.) Petr.                                           | 1927           |
| Phyllachora hainanensis                               | Na Liu & G. Huang                                      | 2015           |
| Phyllachora hakeicola                                 | C.A. Pearce & K.D. Hyde                                | 1995           |
| Phyllachora hauturu                                   | P.R. Johnst. & P.F. Cannon                             | 2004           |
| Phyllachora heimii                                    | Vienn.-Bourg.                                          | 1939           |
| Phyllachora helvetica                                 | Fuckel                                                 | 1870           |
| Phyllachora hendrickxii                               | Hansf.                                                 | 1947           |
| Phyllachora henningsii                                | Sacc. & P. Syd.                                        | 1899           |
| Phyllachora heraclei                                  | (Fr.) Fuckel                                           | 1870           |
| Phyllachora heterocladae                              | C.L. Yang, X.L. Xu & K.D. Hyde                         | 2019           |
| Phyllachora heteropteridis                            | Henn.                                                  | 1902           |
| Phyllachora heterotrichi                              | F. Stevens & Dalbey                                    | 1919           |
| Phyllachora hibisci                                   | Rehm                                                   | 1897           |
| Phyllachora hibiscicola                               | (Schwein.) Sacc.                                       | 1883           |
| Phyllachora himalayana                                | (Padwick) Kamat, Seshadri & A. Pande                   | 1978           |
| Phyllachora howardiana                                | Petr.                                                  | 1929           |
| Phyllachora hoyosensis                                | Petr.                                                  | 1955           |
| Phyllachora huallagensis                              | Henn.                                                  | 1904           |
| Phyllachora huberi                                    | Henn.                                                  | 1900           |
| Phyllachora hugoniae                                  | Theiss. & Syd.                                         | 1915           |
| Phyllachora huigraensis                               | Chardón                                                | 1932           |
| Phyllachora hyssopi                                   | (Schwein.) Sacc.                                       | 1883           |
| Phyllachora icacoreae                                 | F. Stevens                                             | 1927           |
| Phyllachora idahoensis                                | Petr.                                                  | 1958           |
| Phyllachora impatientis                               | (Schwein.) Sacc.                                       | 1883           |
| Phyllachora incarcerata                               | (Berk.) Sacc.                                          | 1883           |
| Phyllachora inclusa                                   | (Berk. & M.A. Curtis) Sacc.                            | 1883           |
| Phyllachora inconspicua                               | Chardón                                                | 1927           |
| Phyllachora incrustans                                | (Racib.) Petr.                                         | 1929           |
| Phyllachora indica                                    | Theiss. & Syd.                                         | 1915           |
| Phyllachora inelegans                                 | (Schwein.) Sacc.                                       | 1883           |
| Phyllachora infectoria                                | Cooke                                                  | 1885           |
| Phyllachora infesta                                   | Theiss. & Syd.                                         | 1915           |
| Phyllachora infuscans                                 | G. Winter                                              | 1887           |
| Phyllachora ingicola                                  | Syd.                                                   | 1926           |
| Phyllachora inimica                                   | (Theiss. & Syd.) Petr.                                 | 1929           |
| Phyllachora interstitialis                            | Berk. & M.A. Curtis ex Cooke                           | 1885           |
| Phyllachora ipirangae                                 | Speg.                                                  | 1908           |
| Phyllachora irregularis                               | (Welw. & Curr.) A.L. Sm.                               | 1898           |
| Phyllachora isachnicola                               | X.Ling Li & C.Y. Li                                    | 2018           |
| Phyllachora ischaemi                                  | Syd. & P. Syd.                                         | 1915           |
| Phyllachora isonandrae                                | Hosag., Manian, Vasuki & Somasund.                     | 1993           |
| Phyllachora ixorae                                    | Theiss. & Syd.                                         | 1915           |
| Phyllachora jacarandae                                | Bat.                                                   | 1949           |
| Phyllachora japonica                                  | Cooke & Massee                                         | 1890           |
| Phyllachora javanica                                  | (Koord.) Petr.                                         | 1931           |
| Phyllachora jianfengensis                             | Na Liu & M.Z. Li                                       | 2016           |
| Phyllachora juglandicola                              | (Schwein.) Sacc.                                       | 1883           |
| Phyllachora julocrotonis                              | Bres.                                                  | 1896           |
| Phyllachora junci (Russenzwartkorstje)                | (Alb. & Schwein.) Fuckel                               | 1870           |
| Phyllachora juruensis                                 | Henn.                                                  | 1904           |
| Phyllachora kaernbachii                               | Henn.                                                  | 1894           |
| Phyllachora kamalii                                   | Seshadri                                               | 1968           |
| Phyllachora kambakkamensis                            | K. Ramakr.                                             | 1953           |
| Phyllachora kanarensis                                | T.S. Ramakr. & Sundaram                                | 1954           |
| Phyllachora kanyakumariana                            | Hosag.                                                 | 1995           |
| Phyllachora karwarensis                               | Seshadri                                               | 1966           |
| Phyllachora kellermanii                               | (Rehm) Arx & E. Müll.                                  | 1954           |
| Phyllachora keralensis                                | Hosag., Manian & Vasuki                                | 1989           |
| Phyllachora kerniana                                  | Chardón                                                | 1927           |
| Phyllachora klotzschiani                              | Hosag., Rajendran & P. Daniel                          | 1989           |
| Phyllachora kniphofiae                                | (Kalchbr. & Cooke) Sacc.                               | 1883           |
| Phyllachora koondrookensis                            | Parbery                                                | 1967           |
| Phyllachora kwangtungensis                            | Petr.                                                  | 1955           |
| Phyllachora kylei                                     | C.A. Pearce, Reddell & K.D. Hyde                       | 2001           |
| Phyllachora kyllingae                                 | Chardón                                                | 1932           |
| Phyllachora lacrimiformis                             | Ullasa                                                 | 1969           |
| Phyllachora lactea                                    | Theiss. & Syd.                                         | 1915           |
| Phyllachora laeviuscula                               | Speg.                                                  | 1891           |
| Phyllachora lagerheimiana                             | Rehm                                                   | 1891           |
| Phyllachora lagunensis                                | Syd. & P. Syd.                                         | 1913           |
| Phyllachora lamprothea                                | Petr.                                                  | 1929           |
| Phyllachora lapponica                                 | Petr.                                                  | 1936           |
| Phyllachora lasiacis                                  | Syd.                                                   | 1925           |
| Phyllachora lauracearum                               | (Henn.) Höhn.                                          | 1910           |
| Phyllachora lauricola                                 | (Schwein.) Sacc.                                       | 1883           |
| Phyllachora laurinearum                               | Racib.                                                 | 1900           |
| Phyllachora leeae-elatae                              | A.K. Kar & Maity                                       | 1971           |
| Phyllachora leeicola                                  | Ananthan.                                              | 1964           |
| Phyllachora leersiae                                  | Chardón                                                | 1932           |
| Phyllachora lehmanniana                               | Henn.                                                  | 1897           |
| Phyllachora leopoldensis                              | Theiss. & Syd.                                         | 1915           |
| Phyllachora lepida                                    | Syd. & P. Syd.                                         | 1910           |
| Phyllachora leptasca                                  | Syd.                                                   | 1926           |
| Phyllachora leptocarydii                              | Syd.                                                   | 1924           |
| Phyllachora leptochloae                               | Chardón                                                | 1932           |
| Phyllachora leptoderridis                             | Deighton                                               | 1952           |
| Phyllachora leptospermi                               | (Cooke) Höhn.                                          | 1910           |
| Phyllachora leptostromoidea                           | Cooke                                                  | 1885           |
| Phyllachora leptotheca                                | Theiss. & Syd.                                         | 1915           |
| Phyllachora lespedezae                                | (Schwein.) Sacc.                                       | 1883           |
| Phyllachora leucospila                                | Syd.                                                   | 1939           |
| Phyllachora leveilleana                               | Theiss. & Syd.                                         | 1917           |
| Phyllachora liebenbergii                              | Hansf.                                                 | 1941           |
| Phyllachora lindmanii                                 | Starbäck                                               | 1905           |
| Phyllachora lineola                                   | (Schwein.) Sacc.                                       | 1883           |
| Phyllachora liniae                                    | C.A. Pearce & K.D. Hyde                                | 2006           |
| Phyllachora litseae                                   | Koord.                                                 | 1907           |
| Phyllachora litseicola                                | Seshadri                                               | 1966           |
| Phyllachora lonchotheca                               | Speg.                                                  | 1881           |
| Phyllachora longinaviculata                           | Parbery                                                | 1967           |
| Phyllachora loudetiae                                 | Doidge                                                 | 1942           |
| Phyllachora lucida                                    | Sacc. & Paol.                                          | 1888           |
| Phyllachora lundiae                                   | Chardón                                                | 1940           |
| Phyllachora lunulata                                  | Chardón                                                | 1934           |
| Phyllachora luteomaculata                             | (Schwein.) Orton ex J.A. Stev.                         | 1975           |
| Phyllachora luzulae                                   | (Rabenh.) Cooke                                        | 1885           |
| Phyllachora lyonsiae                                  | Syd.                                                   | 1937           |
| Phyllachora mabae                                     | (Henn.) Theiss. & Syd.                                 | 1915           |
| Phyllachora mabeicola                                 | Chardón                                                | 1940           |
| Phyllachora macarangae                                | Henn.                                                  | 1908           |
| Phyllachora machaeriicola                             | (Henn.) Theiss. & Syd.                                 | 1915           |
| Phyllachora macroloculata                             | Chardón                                                | 1940           |
| Phyllachora macrospora                                | Zimm.                                                  | 1902           |
| Phyllachora maculans                                  | (Schwein.) Sacc.                                       | 1883           |
| Phyllachora macularum                                 | Petr. & Cif.                                           | 1932           |
| Phyllachora maculata                                  | Cooke                                                  | 1891           |
| Phyllachora maculicola                                | Syd. & P. Syd.                                         | 1916           |
| Phyllachora madeirensis                               | Henn.                                                  | 1904           |
| Phyllachora madhucae                                  | R.C. Rajak & Hasija                                    | 1978           |
| Phyllachora magnificens                               | Chardón                                                | 1940           |
| Phyllachora malabarensis                              | Syd., P. Syd. & E.J. Butler                            | 1911           |
| Phyllachora malloti                                   | T.S. Ramakr.                                           | 1957           |
| Phyllachora malloticola                               | Seshadri                                               | 1969           |
| Phyllachora malvavisci                                | Syd.                                                   | 1925           |
| Phyllachora manaosensis                               | Henn.                                                  | 1904           |
| Phyllachora manuka                                    | P.R. Johnst. & P.F. Cannon                             | 2004           |
| Phyllachora maprouneae                                | Henn.                                                  | 1904           |
| Phyllachora maquilingensis                            | Syd. & P. Syd.                                         | 1920           |
| Phyllachora marginalis                                | Pat.                                                   | 1892           |
| Phyllachora massinii                                  | Toro                                                   | 1926           |
| Phyllachora mauriae                                   | Syd.                                                   | 1925           |
| Phyllachora maydis                                    | Maubl.                                                 | 1904           |
| Phyllachora mayepeae                                  | F. Stevens & Dalbey                                    | 1919           |
| Phyllachora mayorii                                   | Chardón                                                | 1928           |
| Phyllachora medellinensis                             | (Chardón) Petr.                                        | 1940           |
| Phyllachora megalospora                               | Speg.                                                  | 1898           |
| Phyllachora megastroma                                | Pat.                                                   | 1914           |
| Phyllachora meibomiae                                 | F. Stevens                                             | 1927           |
| Phyllachora melaleucae                                | Syd. & P. Syd.                                         | 1904           |
| Phyllachora melanoplaca                               | (Desm.) Sacc.                                          | 1883           |
| Phyllachora melaspilea                                | Syd.                                                   | 1937           |
| Phyllachora melastomacearum                           | Racib.                                                 | 1915           |
| Phyllachora melastomatis                              | (Kunze ex Fr.) Sacc.                                   | 1883           |
| Phyllachora melastomatis-candidae                     | Sawada                                                 | 1942           |
| Phyllachora melatephra                                | Syd.                                                   | 1932           |
| Phyllachora meliae                                    | Pat.                                                   | 1913           |
| Phyllachora melianthi                                 | (Thüm.) Sacc.                                          | 1883           |
| Phyllachora melicicola                                | Speg.                                                  | 1909           |
| Phyllachora meliosmae                                 | Racib.                                                 | 1915           |
| Phyllachora menispermi                                | Speg.                                                  | 1888           |
| Phyllachora menothea                                  | Syd.                                                   | 1928           |
| Phyllachora meridensis                                | Chardón                                                | 1934           |
| Phyllachora merrillii                                 | Ricker                                                 | 1906           |
| Phyllachora metastelmae                               | F. Stevens & Dalbey                                    | 1919           |
| Phyllachora michelii                                  | Speg.                                                  | 1888           |
| Phyllachora miconiicola                               | Speg.                                                  | 1918           |
| Phyllachora miconiiphila                              | J.L. Alves, R.W. Barreto & O.L. Pereira                | 2010           |
| Phyllachora microcenta                                | (Berk. & Broome) Sacc.                                 | 1883           |
| Phyllachora microchita                                | Syd.                                                   | 1926           |
| Phyllachora micropeltoidea                            | Petr.                                                  | 1955           |
| Phyllachora microsperma                               | Parbery                                                | 1967           |
| Phyllachora microspora                                | Chardón                                                | 1928           |
| Phyllachora microstegia                               | Syd.                                                   | 1924           |
| Phyllachora microstroma                               | Chardón                                                | 1928           |
| Phyllachora microtheles                               | (Speg.) Chardón                                        | 1930           |
| Phyllachora millettiae                                | Henn.                                                  | 1900           |
| Phyllachora millettiae-rubiginosae                    | Hosag. & A. Pande                                      | 1985           |
| Phyllachora mindoensis                                | Syd.                                                   | 1939           |
| Phyllachora minuta                                    | Henn.                                                  | 1902           |
| Phyllachora minutissima                               | (Welw. & Curr.) A.L. Sm.                               | 1898           |
| Phyllachora mirandina                                 | Chardón                                                | 1934           |
| Phyllachora miryensis                                 | Henn.                                                  | 1904           |
| Phyllachora miscanthi                                 | Syd. & P. Syd.                                         | 1917           |
| Phyllachora miscanthidii                              | Doidge                                                 | 1942           |
| Phyllachora miscanthi-japonici                        | Sawada                                                 | 1943           |
| Phyllachora missouriensis                             | (Schwein.) Sacc.                                       | 1883           |
| Phyllachora monanthochloes                            | Petr.                                                  | 1955           |
| Phyllachora monensis                                  | Chardón ex P.F. Cannon                                 | 1991           |
| Phyllachora monninae                                  | Syd. & P. Syd.                                         | 1904           |
| Phyllachora montserratis                              | (Chardón) Petr.                                        | 1940           |
| Phyllachora mouriri                                   | Syd. & P. Syd.                                         | 1916           |
| Phyllachora muhlenbergiae                             | (Ellis) Sacc.                                          | 1883           |
| Phyllachora mulleri                                   | Chardón                                                | 1940           |
| Phyllachora musae                                     | (Klotzsch) Sacc.                                       | 1883           |
| Phyllachora musicola                                  | C. Booth & D.E. Shaw                                   | 1961           |
| Phyllachora mutisiae                                  | Speg.                                                  | 1902           |
| Phyllachora myrciae-rostratae                         | Viégas                                                 | 1944           |
| Phyllachora myrrhinii                                 | Theiss.                                                | 1910           |
| Phyllachora myrsinicola                               | Doidge                                                 | 1922           |
| Phyllachora myrtincola                                | (Rehm) Petr.                                           | 1941           |
| Phyllachora mysorensis                                | Seshadri                                               | 1966           |
| Phyllachora naqsii                                    | K.D. Hyde & C.A. Pearce                                | 1993           |
| Phyllachora nectandrae                                | F. Stevens & Dalbey                                    | 1919           |
| Phyllachora nectandricola                             | Speg.                                                  | 1909           |
| Phyllachora negeriana                                 | Henn. & Lindau                                         | 1897           |
| Phyllachora neolitseae                                | Sivan. & R.G. Shivas                                   | 2002           |
| Phyllachora nepenthidis                               | Racib.                                                 | 1915           |
| Phyllachora nervicida                                 | Speg.                                                  | 1918           |
| Phyllachora nervisequens                              | (Lingelsh.) Petr.                                      | 1929           |
| Phyllachora neurophila                                | Syd.                                                   | 1939           |
| Phyllachora nidulans                                  | Pat.                                                   | 1891           |
| Phyllachora nigerrima                                 | (Viégas) M.D.M. Santos, R.B. Medeiros & Dianese        | 2016           |
| Phyllachora nigrescens                                | (Schwein.) Sacc.                                       | 1883           |
| Phyllachora nitens                                    | (Lév.) Cooke                                           | 1885           |
| Phyllachora nitidissima                               | (Berk. & M.A. Curtis) Sacc.                            | 1883           |
| Phyllachora njalensis                                 | P.F. Cannon                                            | 1991           |
| Phyllachora noackii                                   | Syd. & P. Syd.                                         | 1907           |
| Phyllachora noblei                                    | Chardón                                                | 1932           |
| Phyllachora nodicola                                  | (Schwein.) Sacc.                                       | 1883           |
| Phyllachora notabilis                                 | Petr. & Cif.                                           | 1930           |
| Phyllachora novoguineensis                            | (Theiss. & Syd.) Petr.                                 | 1929           |
| Phyllachora nuttalliana                               | Fairm.                                                 | 1923           |
| Phyllachora oblongispora                              | Syd. & P. Syd.                                         | 1913           |
| Phyllachora oblongospora                              | Parbery                                                | 1971           |
| Phyllachora occultans                                 | P.F. Cannon & H.C. Evans                               | 1999           |
| Phyllachora ochnacearum                               | Bat. & J.L. Bezerra                                    | 1964           |
| Phyllachora ochnae                                    | Pat. & Har.                                            | 1912           |
| Phyllachora ocoteae                                   | Henn.                                                  | 1904           |
| Phyllachora ocoteicola                                | F. Stevens & Dalbey                                    | 1919           |
| Phyllachora olivascens                                | (Rehm) Arx & E. Müll.                                  | 1954           |
| Phyllachora olyrae                                    | Rehm                                                   | 1897           |
| Phyllachora opaca                                     | Speg.                                                  | 1885           |
| Phyllachora opiferae                                  | Bat. & Peres                                           | 1964           |
| Phyllachora opposita                                  | Henn.                                                  | 1904           |
| Phyllachora orbicula                                  | Rehm                                                   | 1914           |
| Phyllachora orbicularis                               | Speg.                                                  | 1921           |
| Phyllachora orbiculata                                | (Schwein.) Sacc.                                       | 1883           |
| Phyllachora orbis                                     | (Berk. & Broome) Cooke                                 | 1885           |
| Phyllachora oreodaphnes                               | (Theiss.) Theiss. & Syd.                               | 1915           |
| Phyllachora ornans                                    | (Schwein.) Sacc.                                       | 1883           |
| Phyllachora oryzopsidis                               | Theiss. & Syd.                                         | 1915           |
| Phyllachora ospinae                                   | Chardón                                                | 1930           |
| Phyllachora oxyspora                                  | Starbäck                                               | 1899           |
| Phyllachora oyedaeae                                  | Chardón                                                | 1934           |
| Phyllachora paludicola                                | Kohlm. & Volkm.-Kohlm.                                 | 2003           |
| Phyllachora panamensis                                | F. Stevens                                             | 1927           |
| Phyllachora panici                                    | (Schwein.) Sacc.                                       | 1883           |
| Phyllachora panicicola                                | Dayar. & K.D. Hyde                                     | 2017           |
| Phyllachora panici-olivacei                           | Chardón                                                | 1939           |
| Phyllachora pappiana                                  | Bacc.                                                  | 1907           |
| Phyllachora paraguaya                                 | Speg.                                                  | 1885           |
| Phyllachora paralabatiae                              | Petr. & Cif.                                           | 1930           |
| Phyllachora paramo-nigra                              | Chardón                                                | 1934           |
| Phyllachora parberyi                                  | Kamat & A. Pande                                       | 1974           |
| Phyllachora parvicapsa                                | (Cooke) Theiss. & Syd.                                 | 1915           |
| Phyllachora parvula                                   | Speg.                                                  | 1908           |
| Phyllachora paspalicola                               | Henn.                                                  | 1908           |
| Phyllachora paulliniae                                | Petr.                                                  | 1955           |
| Phyllachora peglerae                                  | (Doidge) Doidge                                        | 1942           |
| Phyllachora peltaticola                               | O.L. Pereira & R.W. Barreto                            | 2006           |
| Phyllachora penicillata                               | (Schwein.) Sacc.                                       | 1883           |
| Phyllachora pennellii                                 | Seaver                                                 | 1928           |
| Phyllachora pennisetina                               | Syd.                                                   | 1922           |
| Phyllachora peregrina                                 | Syd.                                                   | 1925           |
| Phyllachora perforans                                 | (Rehm) Sacc. & P. Syd.                                 | 1902           |
| Phyllachora perisporioides                            | Sacc.                                                  | 1891           |
| Phyllachora perlata                                   | Syd. & P. Syd.                                         | 1914           |
| Phyllachora permeans                                  | (Berk. & M.A. Curtis) Sacc.                            | 1883           |
| Phyllachora permixta                                  | Syd. & P. Syd.                                         | 1911           |
| Phyllachora permutata                                 | Petr.                                                  | 1927           |
| Phyllachora pernettyae                                | Syd.                                                   | 1939           |
| Phyllachora perotidis                                 | Doidge                                                 | 1942           |
| Phyllachora perplexans                                | Chardón                                                | 1932           |
| Phyllachora perseae                                   | Hodges                                                 | 1969           |
| Phyllachora perversa                                  | (Rehm) Theiss. & Syd.                                  | 1915           |
| Phyllachora pestis-nigra                              | Speg.                                                  | 1885           |
| Phyllachora petitmenginii                             | Maire                                                  | 1908           |
| Phyllachora phanerae                                  | Racib.                                                 | 1915           |
| Phyllachora phlogis                                   | (Schwein.) Sacc.                                       | 1883           |
| Phyllachora phoebes                                   | Syd.                                                   | 1926           |
| Phyllachora phoebicola                                | Speg.                                                  | 1912           |
| Phyllachora phyllanthophila                           | Henn.                                                  | 1904           |
| Phyllachora phylloplaca                               | (Kunze ex Mont.) Sacc.                                 | 1883           |
| Phyllachora phyllostachydis                           | Hara                                                   | 1913           |
| Phyllachora physocarpi                                | Jacz.                                                  | 1899           |
| Phyllachora phytolaccae                               | (Schwein.) Sacc.                                       | 1883           |
| Phyllachora picea                                     | (Berk. & M.A. Curtis) Sacc.                            | 1883           |
| Phyllachora picramniae                                | F. Stevens                                             | 1927           |
| Phyllachora piperacearum                              | Speg.                                                  | 1888           |
| Phyllachora pipericola                                | Chardón                                                | 1934           |
| Phyllachora piptadeniicola                            | Speg.                                                  | 1912           |
| Phyllachora piptocarphae                              | Petr.                                                  | 1948           |
| Phyllachora pittieri                                  | Theiss. & Syd.                                         | 1915           |
| Phyllachora pittospori                                | Henn.                                                  | 1893           |
| Phyllachora placida                                   | (Syd. & P. Syd.) Theiss.                               | 1917           |
| Phyllachora plantaginis                               | Ellis & Everh.                                         | 1895           |
| Phyllachora platyelliptica                            | Parbery                                                | 1967           |
| Phyllachora pogonatheri                               | Syd. & P. Syd.                                         | 1915           |
| Phyllachora polemonii                                 | Harkn.                                                 | 1887           |
| Phyllachora polygalae                                 | (Schwein.) Sacc.                                       | 1883           |
| Phyllachora polygonati                                | (Schwein.) Sacc.                                       | 1883           |
| Phyllachora polypogonis                               | Theiss. & Syd.                                         | 1915           |
| Phyllachora polytocae                                 | Parbery                                                | 1967           |
| Phyllachora poonensis                                 | Seshadri                                               | 1968           |
| Phyllachora populi                                    | Richon                                                 | 1889           |
| Phyllachora portoricensis                             | (F. Stevens) Petr.                                     | 1931           |
| Phyllachora potentillae                               | Peck                                                   | 1929           |
| Phyllachora pouteriae                                 | Bat. & Peres                                           | 1967           |
| Phyllachora prataprajii                               | Hosag.                                                 | 1988           |
| Phyllachora premnae                                   | Syd. & P. Syd.                                         | 1914           |
| Phyllachora pressa                                    | Syd.                                                   | 1939           |
| Phyllachora pretoriae                                 | Doidge                                                 | 1942           |
| Phyllachora pseudes                                   | Rehm                                                   | 1913           |
| Phyllachora pseudostromatica                          | Arx & E. Müll.                                         | 1954           |
| Phyllachora psychotriae                               | Rehm                                                   | 1897           |
| Phyllachora pterocarpi                                | Syd. & P. Syd.                                         | 1912           |
| Phyllachora pterolobii                                | (T.S. Ramakr. & K. Ramakr.) Arx & E. Müll.             | 1954           |
| Phyllachora pterospermi                               | Syd. & P. Syd.                                         | 1917           |
| Phyllachora pulchra                                   | Speg.                                                  | 1885           |
| Phyllachora puncta                                    | (Cooke) Cooke                                          | 1885           |
| Phyllachora punctifaciens                             | Petr.                                                  | 1934           |
| Phyllachora punctiformis                              | (Fuckel) Fuckel                                        | 1870           |
| Phyllachora pusilla                                   | Syd. & P. Syd.                                         | 1904           |
| Phyllachora pycrei                                    | Syd. & P. Syd.                                         | 1917           |
| Phyllachora pygei                                     | M.S. Patil & Thite                                     | 1974           |
| Phyllachora quadrospora                               | Tehon                                                  | 1919           |
| Phyllachora qualeae                                   | (Viégas) Bat. & Peres                                  | 1967           |
| Phyllachora queenslandica                             | Hansf.                                                 | 1956           |
| Phyllachora quercus                                   | A.K. Kar & S.K. Gupta                                  | 1981           |
| Phyllachora ramamurthyi                               | Hosag., Manian & Pandur.                               | 1993           |
| Phyllachora ramicola                                  | R.K. Verma, N. Sharma & Soni                           | 2008           |
| Phyllachora ramonensis                                | Syd.                                                   | 1925           |
| Phyllachora ramosa                                    | (Schwein.) Sacc.                                       | 1883           |
| Phyllachora ramosii                                   | (Henn.) Theiss. & Syd.                                 | 1915           |
| Phyllachora randiae                                   | Rehm                                                   | 1897           |
| Phyllachora rapaneicola                               | Garcés                                                 | 1941           |
| Phyllachora ravenalae                                 | Pat. & Har.                                            | 1912           |
| Phyllachora reducta                                   | Höhn.                                                  | 1932           |
| Phyllachora renealmiae                                | Rehm                                                   | 1897           |
| Phyllachora repens                                    | (Berk.) Sacc.                                          | 1883           |
| Phyllachora reticulata                                | P.F. Cannon & H.C. Evans                               | 1999           |
| Phyllachora rhamni                                    | T.S. Ramakr.                                           | 1951           |
| Phyllachora rhois                                     | (Schwein.) Sacc.                                       | 1883           |
| Phyllachora rhopographoides                           | G. Winter                                              | 1887           |
| Phyllachora rhynchosporae                             | Chardón                                                | 1929           |
| Phyllachora rhytismoides                              | (Corda) Sacc.                                          | 1883           |
| Phyllachora rickiana                                  | Theiss.                                                | 1918           |
| Phyllachora rickseckeri                               | Ellis & Kelsey ex Seaver                               | 1925           |
| Phyllachora rimulosa                                  | Speg.                                                  | 1918           |
| Phyllachora rostellispora                             | Parbery                                                | 1967           |
| Phyllachora rostkoviae                                | P.R. Johnst. & P.F. Cannon                             | 2004           |
| Phyllachora roupalae                                  | Rehm                                                   | 1900           |
| Phyllachora roupalina                                 | (Mont.) Sacc.                                          | 1883           |
| Phyllachora roureae                                   | Syd. & P. Syd.                                         | 1913           |
| Phyllachora rouxii                                    | (Mont.) E. Müll.                                       | 1962           |
| Phyllachora rubefaciens                               | Rehm                                                   | 1900           |
| Phyllachora rubiginosae                               | C.A. Pearce & K.D. Hyde                                | 2006           |
| Phyllachora rudgeae                                   | Syd. & P. Syd.                                         | 1901           |
| Phyllachora ruizii                                    | Chardón                                                | 1934           |
| Phyllachora ruprechtiae                               | Speg.                                                  | 1885           |
| Phyllachora saccardoana                               | Petr. & Syd.                                           | 1925           |
| Phyllachora sacchari                                  | Henn.                                                  | 1902           |
| Phyllachora sacchari-aegyptiacae                      | Briosi & Cavara                                        | 1909           |
| Phyllachora sacchari-spontanei                        | Syd. & P. Syd.                                         | 1913           |
| Phyllachora sageretiae                                | C.A. Pearce, K.D. Hyde & R.G. Shivas                   | 1995           |
| Phyllachora sagreana                                  | Petr. & Cif.                                           | 1940           |
| Phyllachora salaciae                                  | (Henn.) Höhn.                                          | 1910           |
| Phyllachora samanensis                                | Petr. & Cif.                                           | 1932           |
| Phyllachora sancta                                    | Petr. & Cif.                                           | 1932           |
| Phyllachora sarcomphali                               | Cif.                                                   | 1957           |
| Phyllachora sasae                                     | I. Hino & Katum.                                       | 1961           |
| Phyllachora sassafras                                 | (Schwein.) Sacc.                                       | 1883           |
| Phyllachora scabies                                   | (Kalchbr. & Cooke) Cooke                               | 1885           |
| Phyllachora scanica                                   | Starbäck                                               | 1895           |
| Phyllachora scapincola                                | (Schwein.) Sacc.                                       | 1883           |
| Phyllachora schimae                                   | Chi Y. Chen & W.H. Hsieh                               | 1996           |
| Phyllachora schizolobiicola                           | Henn.                                                  | 1902           |
| Phyllachora schoenicola                               | Syd. & P. Syd.                                         | 1913           |
| Phyllachora schotiae                                  | (Doidge) Doidge                                        | 1942           |
| Phyllachora schweinfurthii                            | Henn.                                                  | 1891           |
| Phyllachora scirpi                                    | Feltgen                                                | 1901           |
| Phyllachora scleriae                                  | Rehm                                                   | 1900           |
| Phyllachora scleriicola                               | Miles                                                  | 1926           |
| Phyllachora secunda                                   | Höhn.                                                  | 1920           |
| Phyllachora securidacae                               | Henn.                                                  | 1904           |
| Phyllachora selenospora                               | Speg.                                                  | 1889           |
| Phyllachora sesseae                                   | Syd.                                                   | 1939           |
| Phyllachora setariicola                               | Speg.                                                  | 1885           |
| Phyllachora shettyi                                   | Hosag.                                                 | 1988           |
| Phyllachora shiraiana                                 | P. Syd.                                                | 1898           |
| Phyllachora shivasii                                  | C.A. Pearce & K.D. Hyde                                | 1995           |
| Phyllachora sideroxyli                                | (Gonz. Frag. & Cif.) Petr.                             | 1931           |
| Phyllachora sikkimensis                               | T.S. Ramakr. & K. Ramakr.                              | 1950           |
| Phyllachora silphii                                   | (Schwein.) Sacc.                                       | 1883           |
| Phyllachora simabae-cedronis                          | Henn.                                                  | 1904           |
| Phyllachora simabicola                                | Petr.                                                  | 1947           |
| Phyllachora simplex                                   | Starbäck                                               | 1905           |
| Phyllachora sinensis                                  | Sacc.                                                  | 1921           |
| Phyllachora sinik-lagaraik                            | Speg.                                                  | 1885           |
| Phyllachora sintenisii                                | Petr. & Cif.                                           | 1932           |
| Phyllachora smilacicola                               | Chardón                                                | 1926           |
| Phyllachora smilacis                                  | Gonz. Frag. ex Trotter                                 | 1926           |
| Phyllachora socia                                     | Henn.                                                  | 1904           |
| Phyllachora solidaginum                               | (Schwein.) Sacc.                                       | 1883           |
| Phyllachora sordida                                   | Speg.                                                  | 1889           |
| Phyllachora sororcula                                 | Speg.                                                  | 1888           |
| Phyllachora spatholobi                                | Syd.                                                   | 1935           |
| Phyllachora spegazzinii                               | Sacc. & P. Syd.                                        | 1899           |
| Phyllachora sphaerocaryi                              | X.Ling Li & C.Y. Li                                    | 2018           |
| Phyllachora sphaerosperma                             | G. Winter                                              | 1884           |
| Phyllachora sphaerospora                              | Pat.                                                   | 1887           |
| Phyllachora spissa                                    | Syd. & P. Syd.                                         | 1911           |
| Phyllachora sporoboli                                 | Pat.                                                   | 1903           |
| Phyllachora stearnii                                  | K.D. Hyde & P.F. Cannon                                | 1999           |
| Phyllachora stena                                     | Syd.                                                   | 1925           |
| Phyllachora stenocarpa                                | Syd.                                                   | 1926           |
| Phyllachora stenospora                                | (Berk. & Broome) Sacc.                                 | 1883           |
| Phyllachora stephaniae                                | (Racib.) Racib. ex Theiss. & Syd.                      | 1915           |
| Phyllachora stevensii                                 | Syd. ex F. Stevens                                     | 1927           |
| Phyllachora stewartii                                 | Negru & I. Popescu                                     | 1966           |
| Phyllachora stigmodes                                 | Syd.                                                   | 1939           |
| Phyllachora stipata                                   | (Fr.) Sacc.                                            | 1883           |
| Phyllachora strelitziae                               | (Cooke) Sacc.                                          | 1883           |
| Phyllachora subbrachyspora                            | Speg.                                                  | 1918           |
| Phyllachora subcuticularis                            | (Schwein.) Sacc.                                       | 1883           |
| Phyllachora subopaca                                  | Rehm                                                   | 1897           |
| Phyllachora subtropica                                | Speg.                                                  | 1891           |
| Phyllachora swartziae                                 | P.F. Cannon                                            | 1991           |
| Phyllachora swieteniae                                | Petr. & Cif.                                           | 1932           |
| Phyllachora sycomori                                  | (Bacc.) E. Castell. & Cif.                             | 1937           |
| Phyllachora sydowii                                   | P.F. Cannon                                            | 1991           |
| Phyllachora sylvatica                                 | Sacc. & Speg.                                          | 1878           |
| Phyllachora tabebuiae                                 | (Rehm) Theiss. & Syd.                                  | 1915           |
| Phyllachora tabernaemontanae                          | F. Stevens                                             | 1924           |
| Phyllachora tachirensis                               | Chardón                                                | 1934           |
| Phyllachora tamoyae                                   | Viégas                                                 | 1944           |
| Phyllachora tandonii                                  | Mitter                                                 | 1935           |
| Phyllachora tanensis                                  | P.F. Cannon & H.C. Evans                               | 1999           |
| Phyllachora tapirirae                                 | Viégas                                                 | 1944           |
| Phyllachora taruma                                    | Speg.                                                  | 1885           |
| Phyllachora tecleae                                   | Doidge                                                 | 1922           |
| Phyllachora tehonis                                   | Trotter                                                | 1926           |
| Phyllachora teneriffae                                | Petr.                                                  | 1948           |
| Phyllachora tengchongensis                            | Na Liu & L. Guo                                        | 2007           |
| Phyllachora tenuis                                    | (Berk. & M.A. Curtis) Sacc.                            | 1883           |
| Phyllachora tephrosiae                                | Syd.                                                   | 1924           |
| Phyllachora terminaliae                               | T.S. Ramakr.                                           | 1957           |
| Phyllachora tessariae                                 | Petr.                                                  | 1950           |
| Phyllachora tetrantherae                              | (Berk. & Broome) Sacc.                                 | 1883           |
| Phyllachora tetrasperma                               | Sawada                                                 | 1952           |
| Phyllachora tetraspora                                | Chardón                                                | 1932           |
| Phyllachora thanatophora                              | (Lév.) Sacc.                                           | 1883           |
| Phyllachora themedae                                  | Ananthan.                                              | 1964           |
| Phyllachora therophila (Russenknikkertje)             | (Desm.) Arx & E. Müll.                                 | 1954           |
| Phyllachora thiruvananthapurica                       | Hosag. & T.K. Abraham                                  | 1997           |
| Phyllachora thwaitesii                                | (Berk.) Sacc.                                          | 1883           |
| Phyllachora thysanolaenae                             | Tamakaew, Maharachch., K.D. Hyde & Cheew.              | 2017           |
| Phyllachora tijucensis                                | (Rehm) Theiss. & Syd.                                  | 1915           |
| Phyllachora tiliae                                    | F. Stevens                                             | 1924           |
| Phyllachora tipae                                     | Speg.                                                  | 1898           |
| Phyllachora tirolensis                                | Petr.                                                  | 1947           |
| Phyllachora tjangkorreh                               | Racib.                                                 | 1900           |
| Phyllachora tjapukaiensis                             | C.A. Pearce, Reddell & K.D. Hyde                       | 2001           |
| Phyllachora tonduzii                                  | E. Bommer & M. Rousseau                                | 1896           |
| Phyllachora tonkinensis                               | Sacc. & P. Syd.                                        | 1899           |
| Phyllachora toroi                                     | Chardón                                                | 1930           |
| Phyllachora torrubiae                                 | Chardón                                                | 1932           |
| Phyllachora tragiae                                   | (Schwein.) Sacc.                                       | 1883           |
| Phyllachora travancorica                              | T.S. Ramakr.                                           | 1956           |
| Phyllachora tricholaenae                              | Henn.                                                  | 1897           |
| Phyllachora tricuspidis                               | Speg.                                                  | 1888           |
| Phyllachora tripsacina                                | Petr. & Cif.                                           | 1932           |
| Phyllachora tritici-gracilis                          | (Castagne) Sacc.                                       | 1883           |
| Phyllachora triumfettae                               | Pat.                                                   | 1892           |
| Phyllachora trivialis                                 | Speg.                                                  | 1889           |
| Phyllachora trophis                                   | F. Stevens                                             | 1927           |
| Phyllachora tropicalis                                | Speg.                                                  | 1880           |
| Phyllachora trujillensis                              | Chardón                                                | 1934           |
| Phyllachora truncatispora                             | (Viégas) Bat. & H. Maia                                | 1967           |
| Phyllachora tumatumariana                             | P.F. Cannon                                            | 1991           |
| Phyllachora tupi                                      | Viégas & Teixeira                                      | 1945           |
| Phyllachora uberata                                   | Sacc.                                                  | 1913           |
| Phyllachora ugandensis                                | Syd.                                                   | 1937           |
| Phyllachora ulcerata                                  | Massee                                                 | 1899           |
| Phyllachora umbilicata                                | Theiss. & Syd.                                         | 1915           |
| Phyllachora uppalii                                   | K. Ramakr. & Subram.                                   | 1956           |
| Phyllachora urbaniana                                 | Allesch. & Henn.                                       | 1897           |
| Phyllachora urophylla                                 | Höhn.                                                  | 1912           |
| Phyllachora urvilleana                                | Speg.                                                  | 1909           |
| Phyllachora usteriana                                 | Speg.                                                  | 1908           |
| Phyllachora ustulata                                  | (Cooke) Höhn.                                          | 1910           |
| Phyllachora vallecaucana                              | Chardón                                                | 1930           |
| Phyllachora valsiformis                               | Rehm                                                   | 1913           |
| Phyllachora valsispora                                | Rehm                                                   | 1897           |
| Phyllachora velatispora                               | C.A. Pearce & K.D. Hyde                                | 1994           |
| Phyllachora ventilaginis                              | T.S. Ramakr. & Sundaram                                | 1954           |
| Phyllachora veraguensis                               | Syd.                                                   | 1926           |
| Phyllachora verbesinae                                | (Pat. & Gaillard) Petr.                                | 1927           |
| Phyllachora vernicosa                                 | Speg.                                                  | 1908           |
| Phyllachora vernoniae                                 | Bat. & J.L. Bezerra                                    | 1964           |
| Phyllachora vernoniicola                              | Henn.                                                  | 1902           |
| Phyllachora verrucosa                                 | Chardón                                                | 1932           |
| Phyllachora vesicata                                  | Cooke                                                  | 1885           |
| Phyllachora vetiveriicola                             | S. Ahmad                                               | 1971           |
| Phyllachora victoriensis                              | C.A. Pearce & K.D. Hyde                                | 1995           |
| Phyllachora viequesensis                              | Orton & Toro                                           | 1926           |
| Phyllachora vilis                                     | Starbäck                                               | 1905           |
| Phyllachora vinosa                                    | Speg.                                                  | 1889           |
| Phyllachora viridulocincta                            | Rehm                                                   | 1897           |
| Phyllachora vismiae                                   | F. Stevens                                             | 1927           |
| Phyllachora viticicola                                | Henn.                                                  | 1904           |
| Phyllachora viticola                                  | (Schwein.) Sacc.                                       | 1883           |
| Phyllachora vitis                                     | M.S. Patil & A.B. Pawar                                | 1987           |
| Phyllachora viventis                                  | (Cooke) Sacc.                                          | 1883           |
| Phyllachora vochysiae                                 | Henn.                                                  | 1905           |
| Phyllachora vossiae                                   | Syd. & P. Syd.                                         | 1904           |
| Phyllachora vulgata                                   | Theiss. & Syd.                                         | 1915           |
| Phyllachora weirii                                    | (Chardón) P.F. Cannon                                  | 1991           |
| Phyllachora whetzelii                                 | Chardón                                                | 1921           |
| Phyllachora wightianae                                | Sawada                                                 | 1917           |
| Phyllachora winteri                                   | Sacc. & P. Syd.                                        | 1899           |
| Phyllachora wismarensis                               | F. Stevens                                             | 1924           |
| Phyllachora woodiana                                  | Doidge                                                 | 1942           |
| Phyllachora wrightiana                                | Speg.                                                  | 1921           |
| Phyllachora xanthii                                   | (DC.) Sacc.                                            | 1883           |
| Phyllachora xylopiae                                  | (Henn.) Theiss. & Syd.                                 | 1915           |
| Phyllachora xylosmatis                                | Speg.                                                  | 1912           |
| Phyllachora xylostei                                  | (Fr.) Fuckel                                           | 1870           |
| Phyllachora yapensis                                  | (Henn.) Syd. & P. Syd.                                 | 1913           |
| Phyllachora yassensis                                 | Petr.                                                  | 1954           |
| Phyllachora yatesii                                   | E. Castell. & Cif.                                     | 1937           |
| Phyllachora yunnanensis                               | Na Liu & L. Guo                                        | 2006           |
| Phyllachora zanthoxyli                                | (Lév.) Cooke                                           | 1885           |
| Phyllachora zygopetali                                | Rangel                                                 | 1926           |